# Jacques Derogy
Pour les articles homonymes, voir Weitzmann.
Jacques Derogy, de son vrai nom Jacques Julien Weitzmann, né le 24 juillet 1925 dans le 10e arrondissement de Paris et mort le 30 octobre 1997 à Neuilly-sur-Seine, est un journaliste français, pionnier du journalisme d'investigation.

## Biographie
Fils d'Henri Weitzmann et de Nelly Montel, il fait ses études au lycée Janson-de-Sailly, au lycée du Parc, au lycée Henri-IV et à la Faculté des lettres de Paris. Jacques Derogy fuit Paris pour l'Ardèche, s'engage dans la Résistance après avoir échappé aux rafles antisémites de Vichy — la famille Weitzmann est d'origine judéo-comtadine — et prend plus tard le pseudonyme de Derogy, sous lequel il accomplit sa carrière de journaliste.
Il couvre pour Franc Tireur le drame de l'Exodus, puis passe à Libération. À la suite d'une demande d'Emmanuel d'Astier, il y publie, en 1955-1956, une grande enquête dans laquelle il reprend l'affaire Bac et décrit les drames de l'avortement clandestin, destinée à soutenir la création du Planning familial ; son enquête, reprise en un livre, Des enfants malgré nous , publié aux éditions de Minuit, est condamnée par Maurice Thorez dans L'Humanité. Jacques Derogy quitte alors le Parti communiste.
De 1959 à 1987, Jacques Derogy travaille à L'Express, où il devient célèbre pour ses nombreuses enquêtes, souvent en tandem avec Jean-Marie Pontaut. Il passe ensuite à L'Événement du jeudi puis Marianne.
Au long de sa carrière, Jacques Derogy enquête sur de nombreux scandales, y consacrant reportages et livres. Il couvre entre autres l'affaire Ben Barka (avec Jean-François Kahn), la grâce accordée par Georges Pompidou au milicien Paul Touvier, les assassinats à Lyon du juge Renaud et plus tard à Marseille du juge Michel, la tuerie d'Auriol, la corruption et les crimes sur la Côte d'Azur (affaire Jacques Médecin entre autres), les diamants de Giscard, l'affaire du Rainbow Warrior, les Irlandais de Vincennes.
Françoise Giroud évoque son souvenir d'un enquêteur passionné : « Jacques Derogy, merveilleux journaliste, était par exemple toujours noyé dans ses informations, il en recueillait tellement qu'il ne savait plus où les mettre. À un moment donné, en général à la dernière minute, il entrait dans mon bureau pour me dire : « Françoise, je n'y arrive pas. » Je lui répondais alors : « Allons-y. » Il y en a eu beaucoup comme ça. Je me souviens ainsi d'avoir fait refaire trois fois un papier sur Victor Hugo à Jean-François Kahn ! Derogy et Kahn ont été les premiers à faire, à ce moment-là, du journalisme d'investigation avec l'affaire Ben Barka. »
Jacques Derogy meurt à 72 ans d'un cancer, à l'hôpital américain de Neuilly-sur-Seine. Il est enterré à Paris, au cimetière du Montparnasse. L'Humanité indique à sa mort qu'il « s’inquiétait récemment de voir les journalistes se livrer « à une course abominable » alors que « l’investigation est précisément le contraire de la vitesse ». Et Le Monde rappelle que l'année précédente, il s'était opposé à « la politique du fait accompli dans ces territoires [de la Cisjordanie, de Gaza et du Golan], considérés d'abord comme des gages en vue d'accords de paix, (qui) a transformé la salutaire victoire de la guerre de six jours en une guerre de conquête et de libération d'un nouvel Etat juif d'essence théocratique. »
Il a trois enfants : Pierre-François, Marianne (qui fut l'épouse de Marek Halter de 2023 à sa propre mort en 2024) et Jean.

## Prix Jacques Derogy-l'Express
L'Express, où il a travaillé plus d'un quart de siècle, a rendu hommage à Jacques Derogy en donnant son nom à un prix, doté initialement de 30 000 francs, récompensant des journalistes d'investigation. La première édition de ce prix a été remise en 1998, à Valérie Lecasble et Airy Routier pour Forages en eau profonde, les secrets de l'affaire Elf,.

## Œuvres
- Des Enfants malgré nous, éditions de Minuit, 1956.
- Les Deux Exodes ; Jacques Derogy et Edouard Saab, édition Denoël, coll. « Les grands tournants des temps modernes ». Paris, 1968, 284 p., [pas d'ISBN].
- La Loi du retour, la secrète et véritable histoire de l'Exodus, éditions Fayard, Paris, 1970, 441 p., [pas d'ISBN]. – Édition au format de poche, sous le titre « La Loi du retour : la secrète et véritable histoire de l'“Exodus” », éditions Le Livre de poche, coll. « Le Livre de poche » no 3495, Paris, 1973, 498 p., [pas d'ISBN].
- Marie-Andrée Lagroua Weill-Hallé, L'Avortement de papa (avec la collaboration de Jacques Derogy et des illustrations de Siné – Essai critique pour une vraie réforme), éditions Fayard, Paris, 1971, 128 p., [pas d'ISBN].
- 100 000 Juifs à la mer, éditions Stock, Paris, 1973, 249 p., [pas d'ISBN].
- Jacques Derogy et Jean-Noël Gurgand, Israël, la mort en face, éditions Robert Laffont, coll. « Notre époque », Paris, 1974, 383 p.-16 p. de planches illustrées, [pas d'ISBN].
- Jacques Derogy, Enquête sur un juge assassiné : Vie et Mort du magistrat lyonnais François Renaud, Paris, Laffont, coll. « Notre époque », 1977, 266 p. (ISBN 978-2-221-00595-8)8 p. de planches illustrées.
- Jacques Derogy et Hesi Carmel,  Histoire secrète d’Israël : 1917-1977, éditions Olivier Orban, coll. « Histoire secrète », Paris, 1978, 394 p.-8 p. de planches illustrées,  (ISBN 2-85565-080-1).
- Israel connection : La Première Enquête sur la mafia d'Israël (publié par Jacques Derogy), éditions Plon, Paris, 1980, 237 p.-16 p. de planches illustrées,  (ISBN 2-259-00592-6).
- La Traque, roman, éditions Olivier Orban, Paris, 1980, 245 p.,  (ISBN 2-85565-139-5). – A fait l'objet d'une adaptation télévisée la même année sous le titre La Traque, dans une télésuite en quatre épisodes scénarisée par Philippe Lefebvre et Marco Pico, et réalisée par Philippe Lefebvre.
- Jacques Derogy, Le Cas Wallenberg (avec la collaboration de Fred Kupferman et Ariane Misrachi pour l'enquête), éditions Ramsay, Paris, 1980, 246 p.,  (ISBN 2-85956-149-8). – Ouvrage refondu sous un autre titre en 1994.
- Jacques Derogy et Jean-Marie Pontaut, Enquête sur les « affaires » d'un septennat, Paris, R. Laffont, coll. « Notre époque », 1981, 336 p. (ISBN 978-2-221-00814-0).
- Jacques Derogy et Jean-Marie Pontaut, Enquête sur les mystères de Marseille (avec la collaboration de Roger Arduin), éditions Robert Laffont, coll. « Notre époque », Paris, 1984, 393 p.-12 p. de planches illustrées,  (ISBN 2-221-01152-X).
- Jacques Derogy et Jean-Marie Pontaut, Enquête sur trois secrets d’État, Paris, R. Laffont, coll. « Notre époque », 1986, 361 p. (ISBN 978-2-221-05206-8)avec la collaboration d'Alain Louyot
- Jacques Derogy, Opération Némésis, Paris, Fayard, 1986, 320 p. (ISBN 978-2-213-01829-4). – Ouvrage consacré à la traque de 1920 à 1922 de responsables du génocide arménien.
- Histoire de l'Exodus : La Loi du retour, éditions Fayard, Paris, 1987, 426 p.,  (ISBN 2-213-02000-0)[11] – Refonte de l'ouvrage publié en 1970 ?
- Jacques Derogy et Jean-Marie Pontaut, Enquête sur un carrefour dangereux, Paris, Fayard, coll. « Grands documents contemporains », 4 juin 1987, 282 p. (ISBN 978-2-213-01999-4)avec le concours de la documentation du Point.
- Jacques Derogy et Hesi Carmel, Israël ultra-secret, éditions Robert Laffont, coll. « Notre époque », Paris, 1989, 334 p.,  (ISBN 2-221-05528-4).
- Jacques Derogy et Jean-Marie Pontaut, Enquête sur les ripoux de la Côte, Paris, Fayard, 1991, 510 p. (ISBN 978-2-213-02553-7).
- Jacques Derogy et Hesi Carmel, Bonaparte en Terre sainte, Paris, Fayard, 1992, 494 p. (ISBN 978-2-213-02554-4).
- Jacques Derogy et Jean-Marie Pontaut, Investigation, passion, Paris, Fayard, 1993, 570 p. (ISBN 978-2-213-03031-9).
- Jacques Derogy et Hesi Carmel, Le Siècle d'Israël : Les Secrets d'une épopée : 1895-1995, Paris, Fayard, 1994, 854 p. (ISBN 978-2-213-02935-1).
- Jacques Derogy, Raoul Wallenberg : Le Juste de Budapest, Paris, Stock, 1994, 319 p. (ISBN 978-2-234-04310-7)avec la collaboration de Fred Kupferman et Ariane Misrachi pour l'enquête. – Réédition actualisée de l'ouvrage paru sous un autre titre en 1980.
- Jacques Derogy et Hesi Carmel, Ils ont tué Rabin : Enquête sur une mort annoncée (sous la direction de Charles Ronsac), éditions Robert Laffont, Paris, 1996, 238 p.-8 p. de planches illustrées,  (ISBN 978-2221082966).
- Une ligne de chance : Autobiographie interrompue (avec une postface de Françoise Giroud), éditions Fayard, Paris, 1998, 156 p.,  (ISBN 2-213-60071-6). – Contient en annexe deux articles de Jacques Derogy publiés en 1996 et 1997 : « Retour sur l'Exodus » et « Les quarante ans du Planning familial ».
- Jacques Derogy, Frédéric Ploquin et Renée Derogy-Weitzmann, Ils ont tué Ben Barka, Paris, Fayard, 1999, 455 p., 8 p. de planches illustrées (ISBN 978-2-213-60382-7)avec la collaboration de Renée Derogy-Weitzmann, sa veuve, qui a publié l'ouvrage à titre posthume après sa découverte, en y adjoignant une seconde partie contemporaine écrite par Frédéric Ploquin[12].
- Cent Récits sur l'histoire contemporaine d’Israël. 1996.[réf. nécessaire]